# Vortice di Rankine

Distribuzione della velocità in un vortice di Rankine.

Il vortice di Rankine è un semplice modello matematico di un vortice in un fluido viscoso. Prende il nome dal suo scopritore, William John Macquorn Rankine.
Un flusso rotante, in un fluido viscoso, può essere caratterizzato da un nucleo centrale, composto da un vortice forzato, circondato da un vortice libero. In un fluido non viscoso, d'altra parte, un flusso vorticoso consiste semplicemente in un vortice libero con una singolarità nel punto centrale. La velocità tangenziale di un vortice di Rankine con circolazione {\displaystyle \Gamma } e raggio {\displaystyle R} si esprime con la relazione:
{\displaystyle u_{\theta }(r)={\begin{cases}\Gamma r/(2\pi R^{2})&r\leq R,\\\Gamma /(2\pi r)&r>R.\end{cases}}}
Le altre componenti di velocità sono identicamente nulle, perciò il campo totale della velocità è {\displaystyle \mathbf {u} =u_{\theta }\ \mathbf {e_{\theta }} }.